# Astragalus nakaoi
Astragalus nakaoi är en ärtväxtart som beskrevs av Siro Kitamura. Astragalus nakaoi ingår i släktet vedlar, och familjen ärtväxter. Inga underarter finns listade i Catalogue of Life.